# Somanathapura
Somanathapura, ಸೋಮನಾಥಪುರ, també coneguda com a Somnathpur, és una petita localitat situada a la riba esquerra del riu Kaveri a 35 km de Mysore, a l'estat de Karnataka, India. Somanathapura és famosa pel temple Chennakesava (també anomenat temple "Kesava" o "Keshava") edificat per Somnath, un dandanayaka ("comandant"), quan els Hoysala eren la gran potència al sud de l'Índia, regnant (1254-1291) Narasimha III. El temple Chennakesava és un dels més representatius exemples de l'arquitectura dels Hoysala i es conserva en bon estat. El temple està adscrit, com a patrimoni monumental, al Servei Arqueològic de l'Índia que en té cura. Pot visitar-se entre les 9:00 i les 17:30.

## Història
Uns anys després de fer construir el temple Chennakesava, Somnath va fundar una vila, al cantó esquerre del riu Kaveri, i li donà el seu nom, Somnathpur. Tots els fets estan degudament esmentats en una llosa escrita en canarès antic. Somnath, en un intent d'aconseguir la seva immortalitat, feu alçar altres temples al mateix territori com els de Panchalingeswara i de Lakshminarayana.

## Els temples

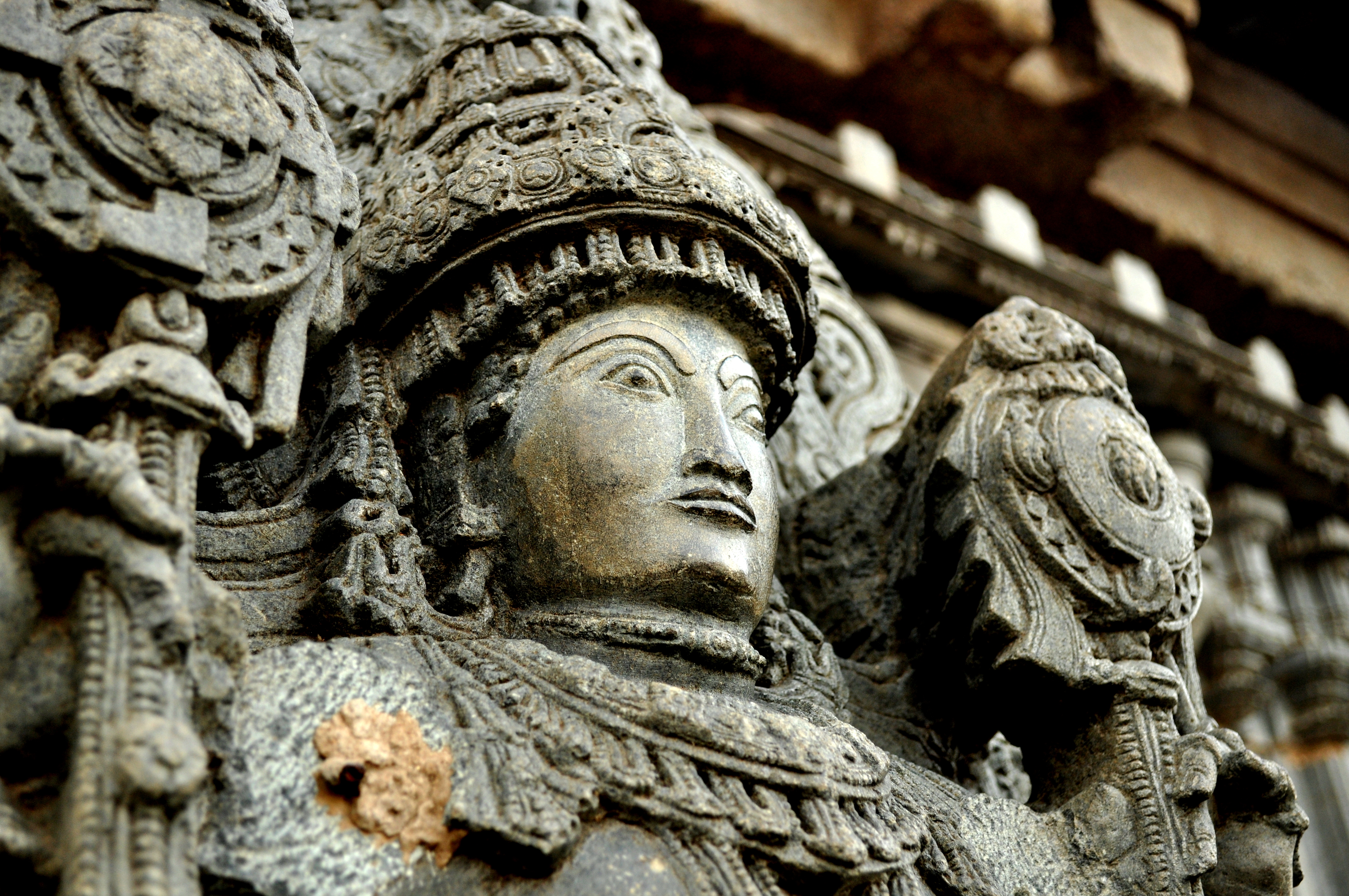
Estàtua de Vishnu

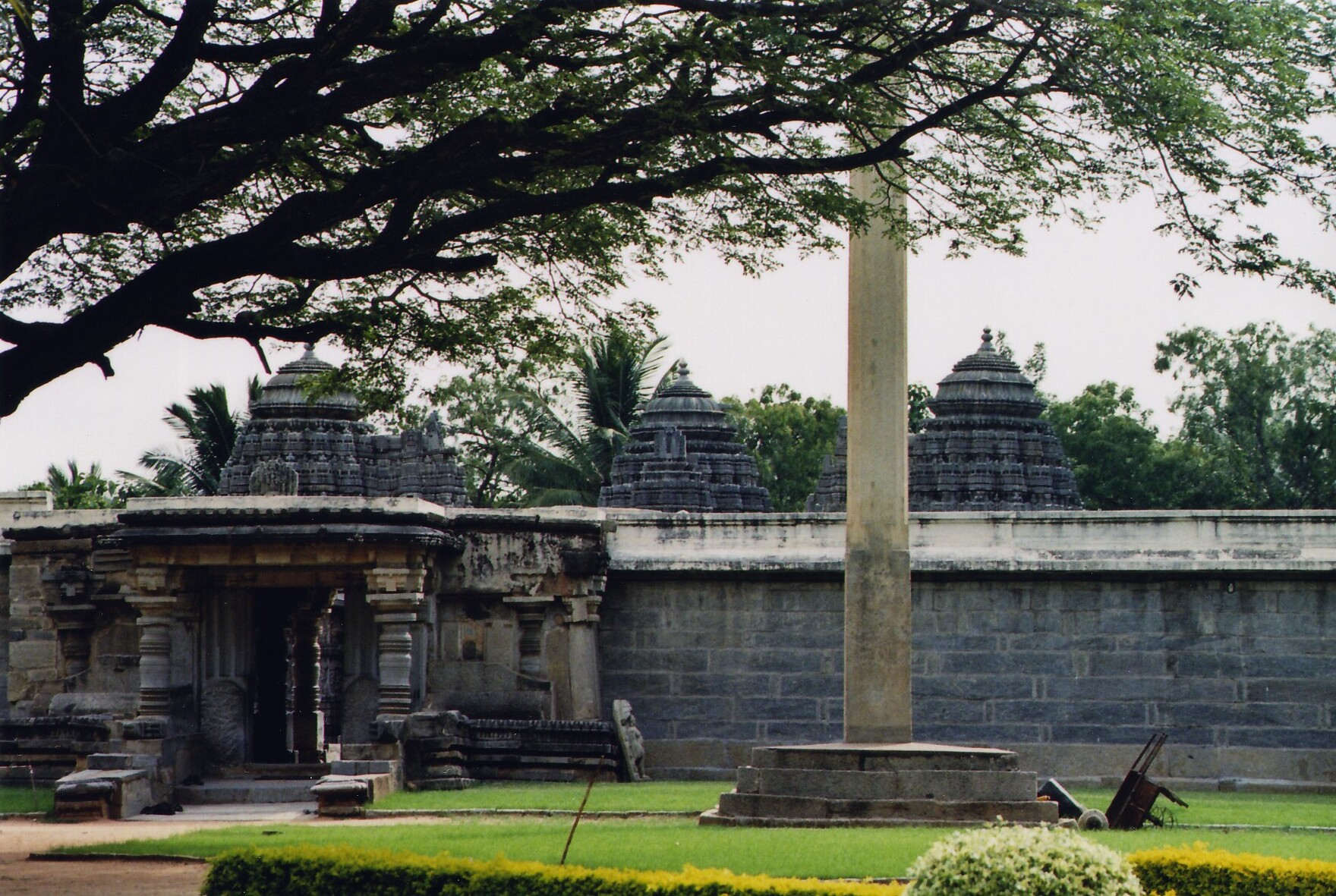
Porxo d'entrada al temple trikuta ("amb tres vimana"

Els temples de Somanathapura no són tan ben coneguts com els de Belur i Halebid, tots del mateix període. Sovint hom es refereix a Somanathapura com la germana pobre de les altres dues. Somanathapura, però, és més representativa de l'època, ja que, a diferència d'aquestes altres ciutats, no ha patit grans destruccions i, per tant, ofereix una millor visió del període arquitectònic.
Els temples de Somanathapura s'adscriuen a l'estil hoysala, en el que l'edifici pren forma de microcosmos amb patrons per a la disposició de les diferents dependències. Els seus dissenys particulars i la seva simetria perfecte resulten peculiars en mig de les granges i terres de llaurar dels pobles veïns. Les seves parets exteriors són formades per una mena de plecs estelats i estan totes revestides amb lloses esculpides en relleu representant déus i deesses, ballarines, músics, gurus i tota mena d'animals, com ara bous, micos, elefants, lleons i també de fantàstics. Per sobre els sòcols hi han exquisides figures de deïtats extretes dels puranas meticulosament disposades en panells verticals. El més conegut d'aquests temples a Somnathpur és el dedicat a Kesava aixecat vers el 1268.

## Galeria d'imatges

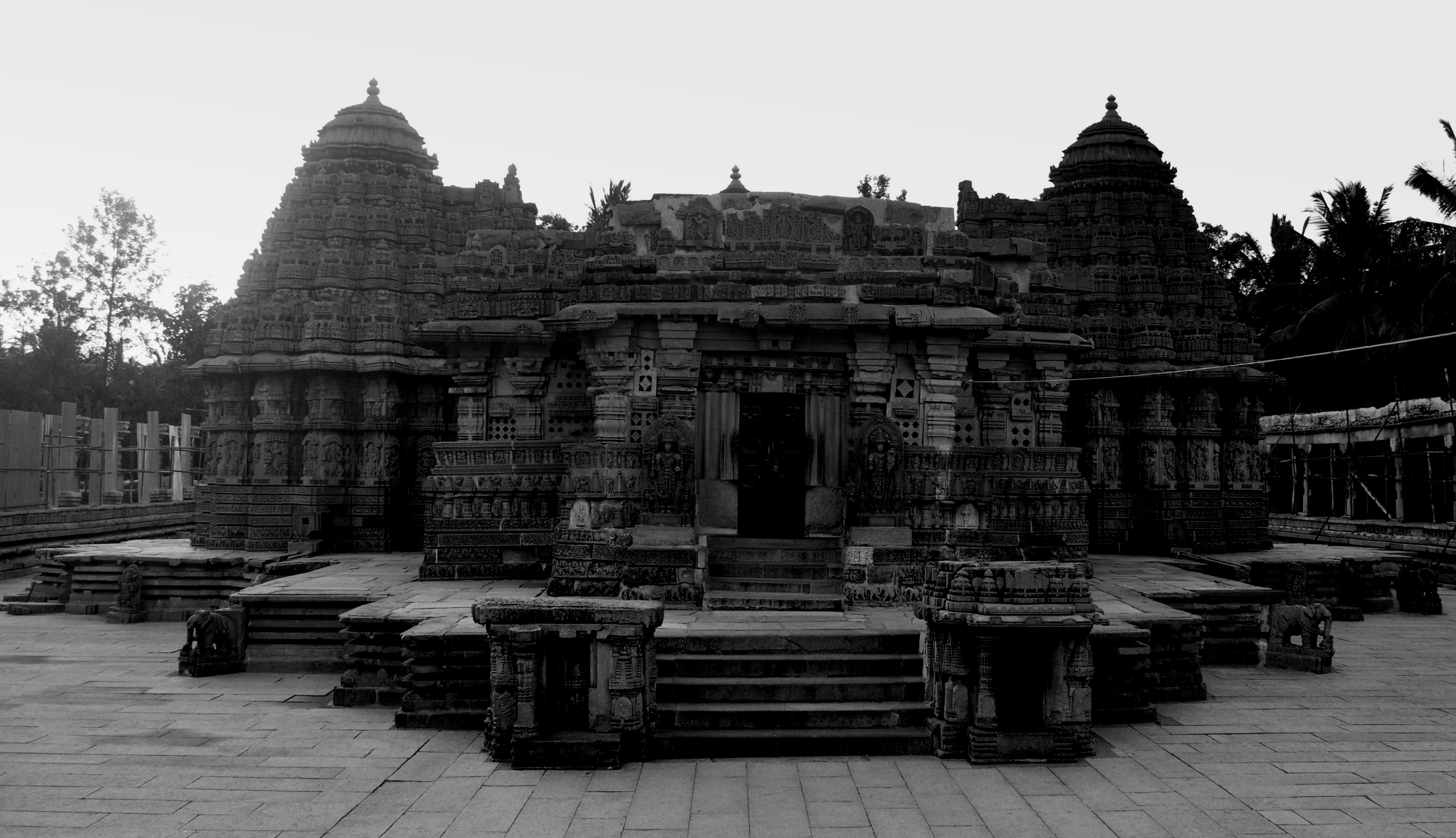
Façana del temple
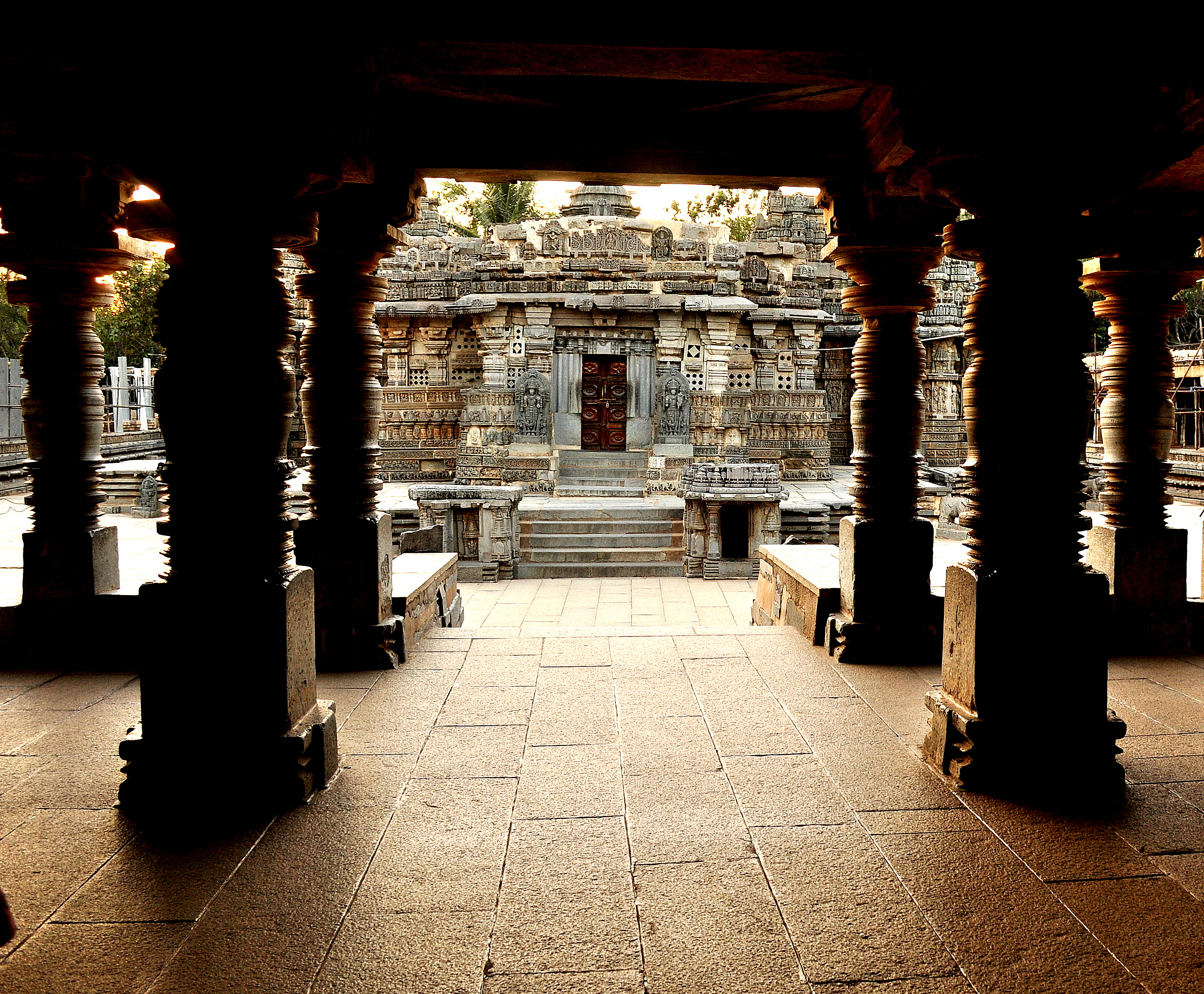
El temple, entre columnes.
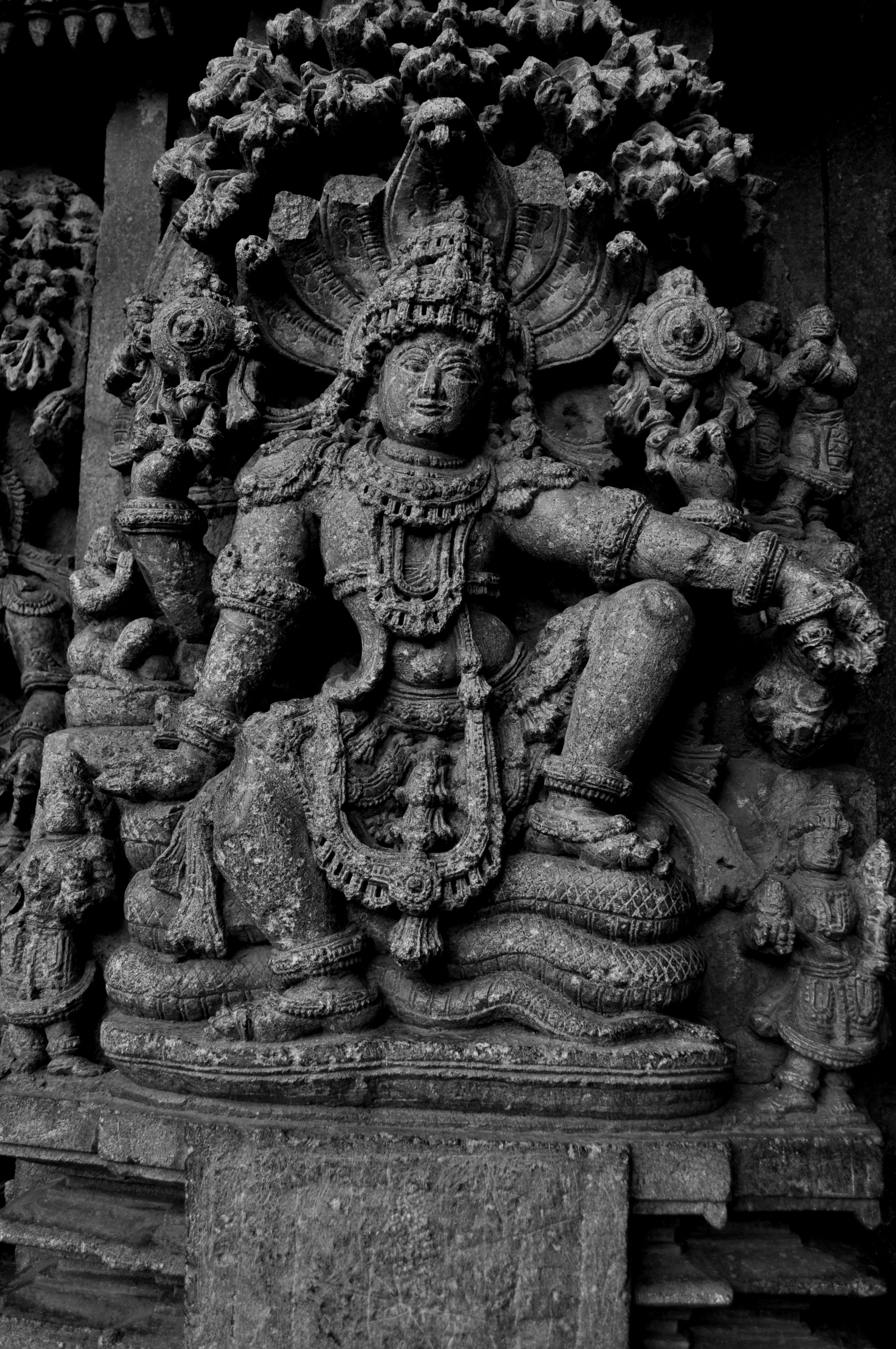
Estàtua de Vishnu
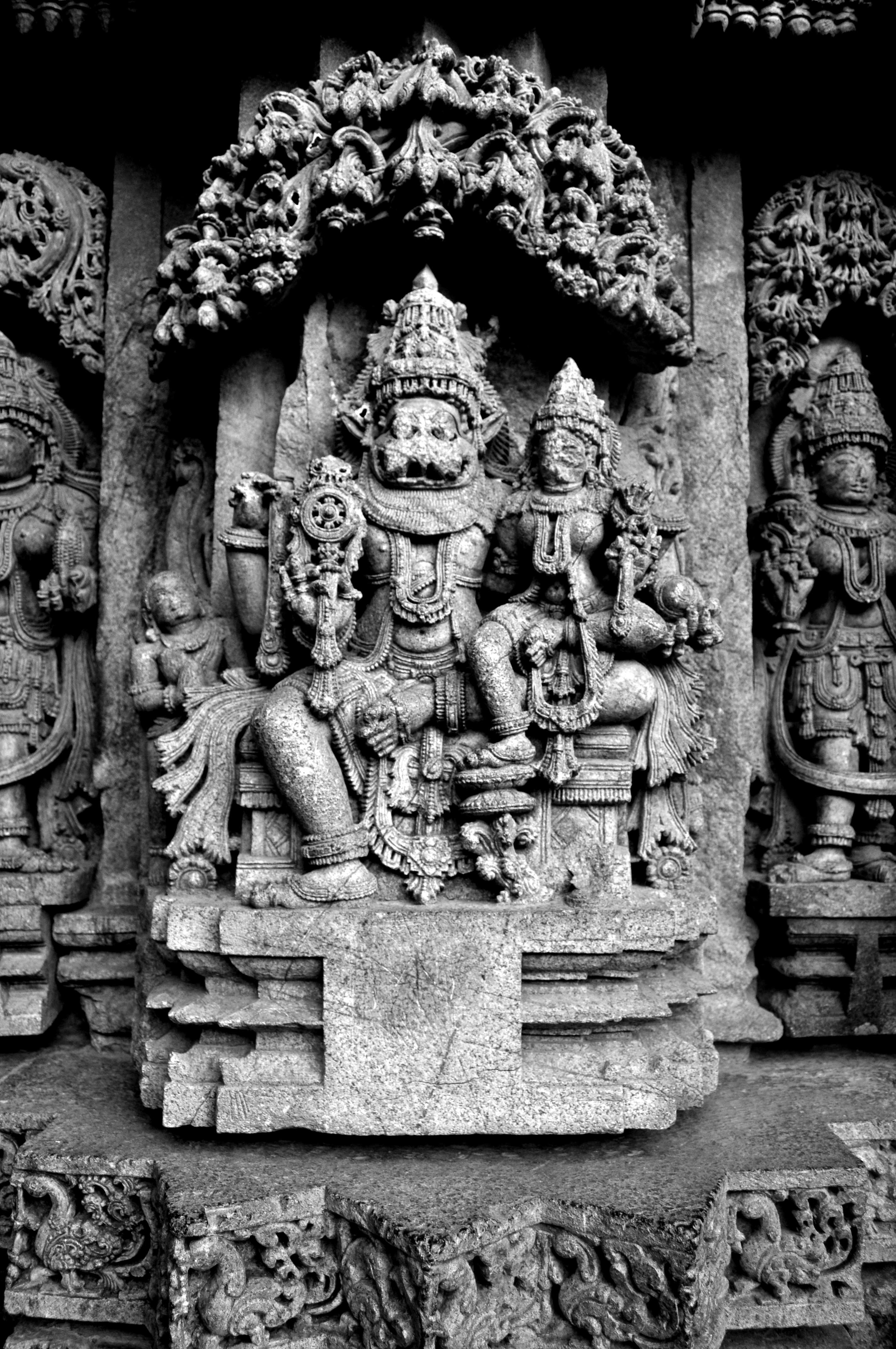
Estàtua de Narsimha
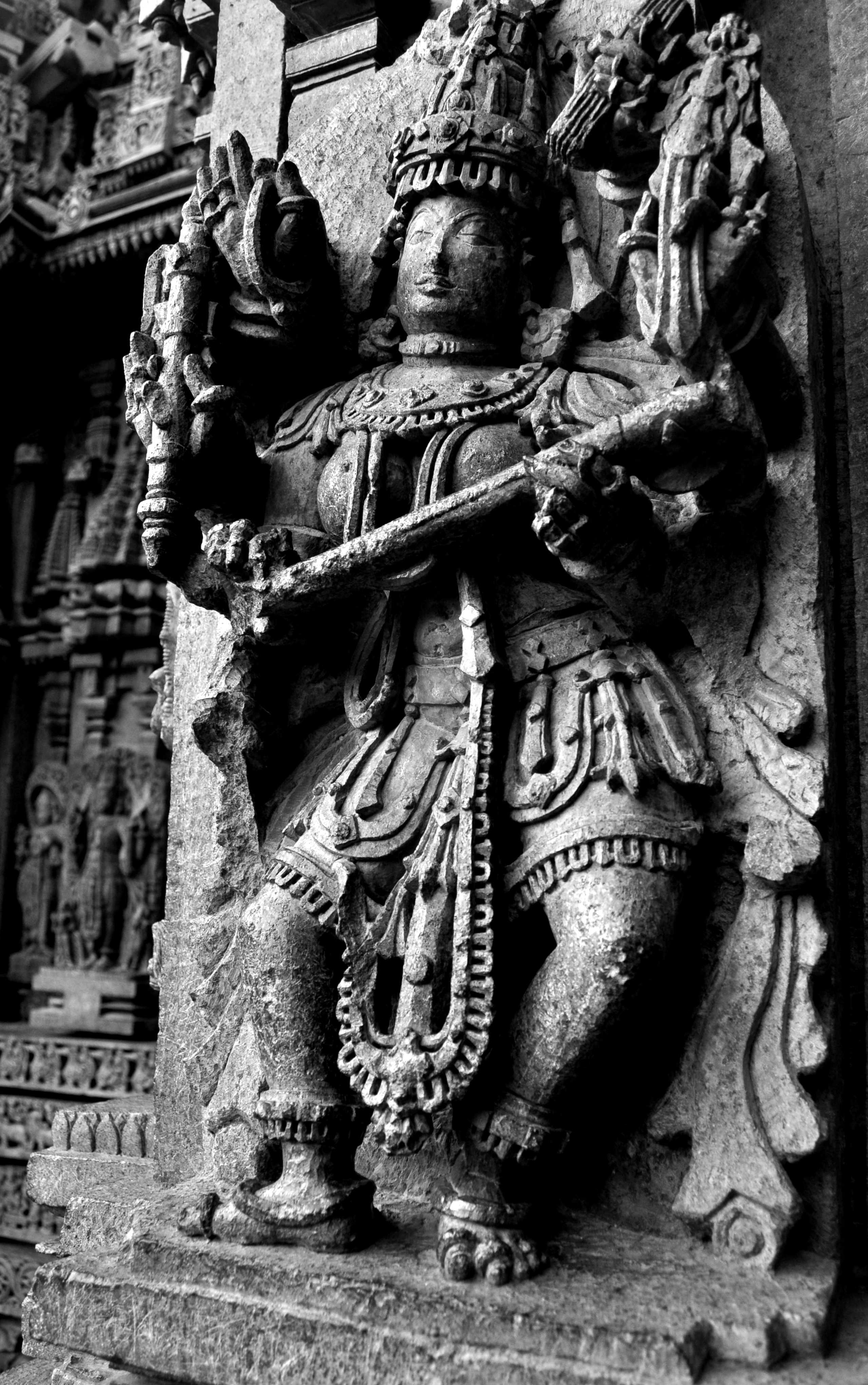
Estàtua al temple
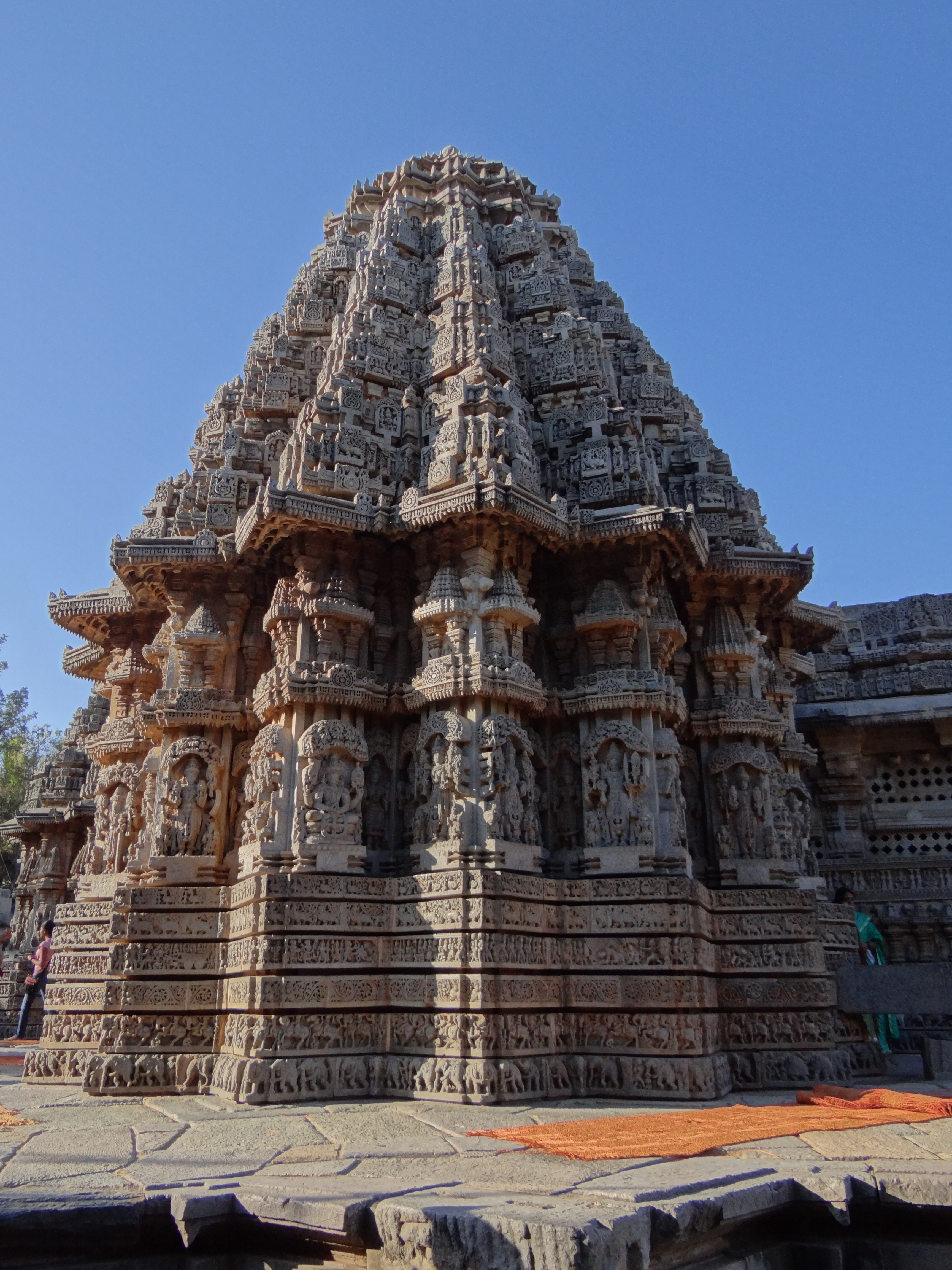
Vimana